# Kósz Zoltán
Kósz Zoltán (Budapest, 1967. november 26. –) olimpiai bajnok magyar vízilabdázó.

## Játékos-pályafutása
1976-ban kezdett vízilabdázni a Budapesti Vasasban. Korán a csapat kezdő kapusa lett, 1986-ban már első válogatott mérkőzését vívta. 1987-ben részt vett az Európa-bajnokságon, 1988-ban az olimpián. Ezt követően katonai szolgálata megtörte pályafutását a válogatottban. Első klubsikere 1989-ben volt, amikor megnyerte a magyar bajnokságot a Vasassal, amellyel a BEK-elődöntőig jutott. 1991-ben tagja volt az Európa-bajnokságon szereplő válogatottnak. 1992-ben magyar kupagyőztes volt. Az 1992-es olimpián induló csapatból az utolsó keretszűkítés alkalmával került ki.
1994-ben ismét magyar kupagyőztes, a bajnokságban második volt. A bajnoki döntő legjobb kapusa címet Kósz érdemelte ki. A világbajnokságról ötödik helyezéssel tért haza. 1995-ben Kupagyőztesek Európa-kupája–győztes lett. A bécsi Európa-bajnokságon ezüstérmes, a világkupán első helyezett volt. Az év végén a legjobb magyar vízilabdázónak választották. 1996-ban magyar kupagyőztes volt. Az olimpián negyedik helyezett lett. 1997-ben bronzérmes volt a Világkupán, és első az Európa-bajnokságon. Az 1997-1998-as szezonra a horvát HAVK Mladost Zagrebhez szerződött, amellyel 1998-ban horvát kupagyőztes lett. Az 1998-as évet az ausztráliai vb-n ezüstéremmel nyitotta. 1998-ban a Ferencvárosi TC együtteséhez igazolt, utolsó bajnoki címét is itt szerezte 2000-ben.
1999-ben Világkupát és Európa-bajnokságot nyert. 2000-ben Kósz mondhatta a magyar sportolók nevében az olimpiai eskü szövegét. A 2000-es sydney-i olimpiai játékokon a győztes magyar válogatott kapusa és csapatkapitánya volt. Az olimpia után térd operációt végeztek rajta. Az év végén beválasztották az évszázad magyar vízilabda-csapatába. Ugyanekkor magyar szuperkupa-győztes lett. Utolsó válogatottbeli sikere 2001-ben volt, amikor bronzérmet nyert az Európa-bajnokságon. A világbajnokságon ötödik volt. 2001-ben visszatért a Vasashoz, ahol utolsó két klubsikerét érte el, amikor 2002-ben magyar kupagyőztes és KEK-győztes lett. Az európai Szuperkupa- döntőjét elvesztette a Vasassal. 2004-ben hivatalosan visszavonult a válogatottól, bár 2006-ban egy mérkőzésen még játszott a csapatban, melyben összesen 228 alkalommal szerepelt. Levezetésként a PVSK-Füszérthez igazolt, 2008-ban vonult vissza az aktív játéktól.

## Visszavonulása után
2004-ben rövid ideig a Vasas utánpótlás-igazgatója és technikai vezetőjeként dolgozott, majd 2006-ban Godova Gábor mellett a női vízilabda-válogatott segédedzője is lett. Ezt a feladatát 2008-ig látta el. A MOB környezetvédelmi bizottságának tagja. 2007-ben a Magyar Vízilabda-szövetség elnökségének tagja lett. 2005-ben Petőváry Zsolt 220-szoros magyar válogatottal Leányfalun, majd Szentendrén pólósiskolát (Kópé Uvse) nyitott. Kemény Ferenctől kölcsönözték mottójukat: „Mi nem vízilabdázókat nevelünk, hanem embereket, akik mellesleg nagyon jól vízilabdáznak.”
2011-ben az egyesületből jött létre az MTK újra létrehozott vízilabda csapata. 2012 nyarán a Szolnoki VSC kapusedzője lett. 2018-ban az OSC-nél Vad Lajos másodedzőjeként folytatta tovább.

## Díjai, elismerései
- Az év magyar vízilabdázója (1995, 1997)
- Az év magyar csapatának a tagja (1997, 2000)
- A Magyar Köztársasági Érdemrend tisztikeresztje (2000)